# Calypso bulbosa
Calypso bulbosa là một loài thực vật có hoa trong họ Lan. Loài này được (L.) Oakes mô tả khoa học đầu tiên năm 1842.

## Hình ảnh

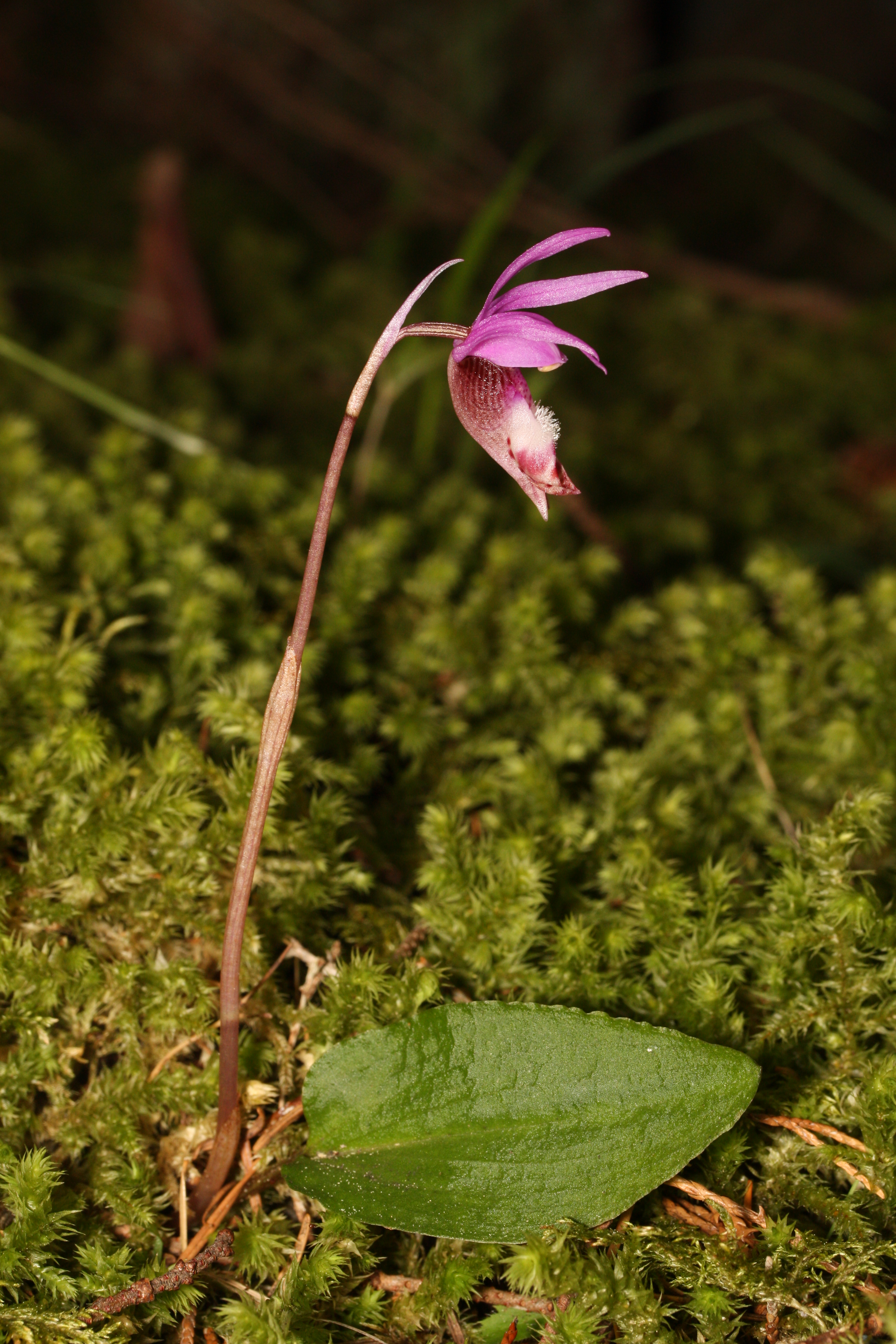
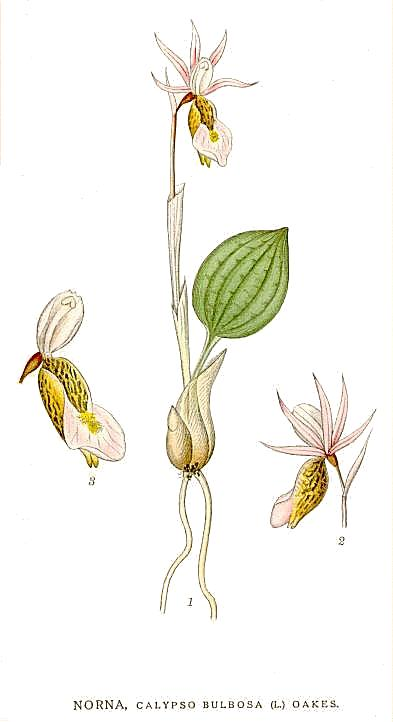
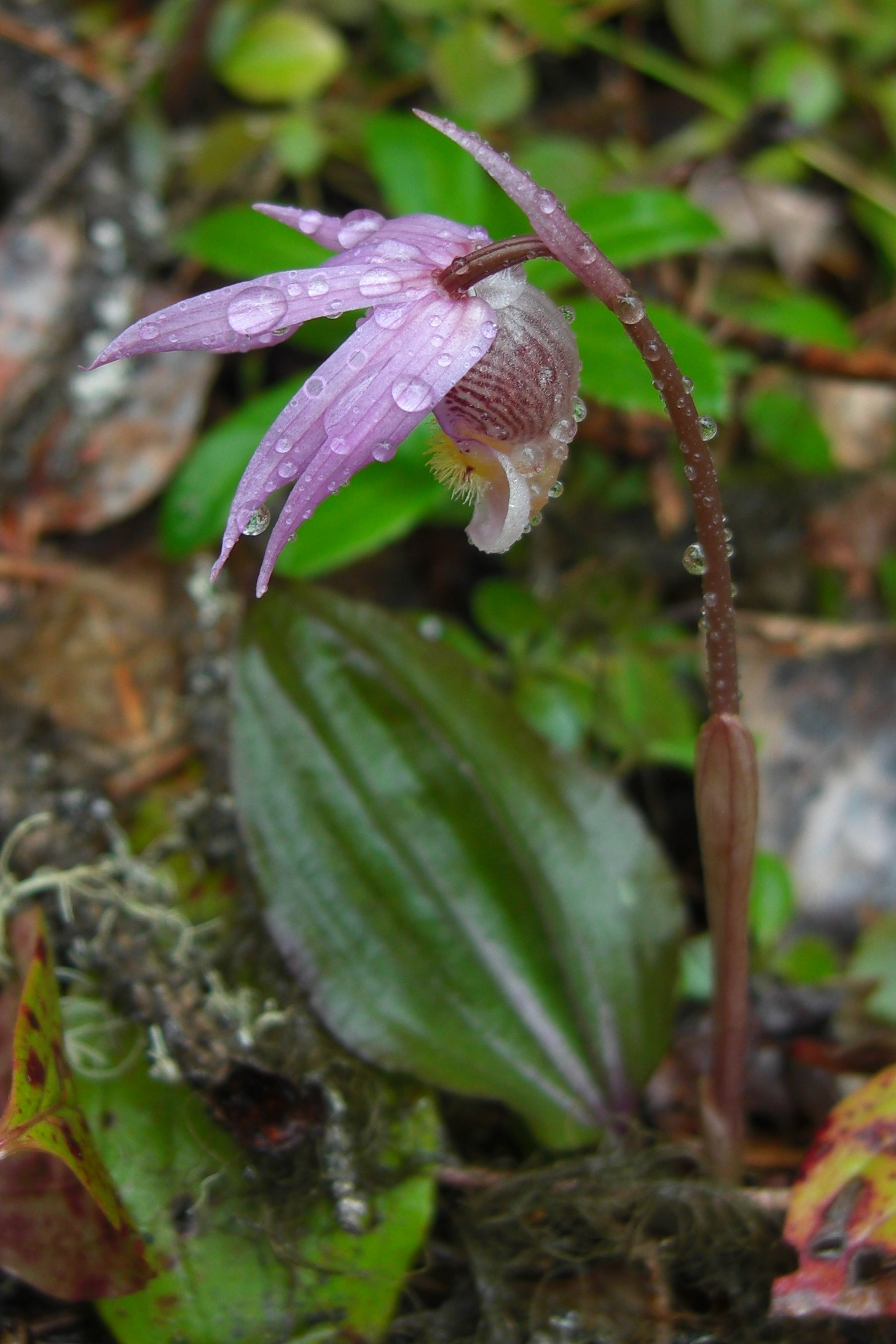